# Санти Касорла
Сантяго (Санти) Касорла Гонсалес (на испански: Santiago (Santi) Cazorla González) е испански футболист, полузащитник на Реал Овиедо. Двукратен европейски шампион в състава на „Ла Фурия“.

## Кариера
Санти започва кариерата си в юношеските формации на Реал Овиедо. На 17 години е привлечен във Виляреал. На 30 ноември 2003 дебютира за мъжкия състав, играейки 1 минута срещу Депортиво. На следващия сезон играчът успява да се наложи и помага на отбора да достигне 1/2 финал в шампионската лига. През сезон 2005/06 изиграва 23 мача, но не успява да отбележи нито един гол. На 7 юли 2006 е продаден на Рекреативо за 600 000 евро. В договорът му има клауза, според която Виляреал може да го върне срещу двойна сума. Санти отбелязва още в дебюта си срещу Майорка. След края на сезона Касорла печели наградата на Дон Балон за най-добър испански футболист в Ла Лига. През лятото на 2007 се завръща във Виляреал. Халфът става един от най-важните играчи на „жълтата подводница“, допринасяйки с много асистенции за головете на нападателите Джузепе Роси и Нихат Кахведжи. Отборът играе много силно и става вицешампион на страната.
На 17 май 2008 Санти изненадващо е повикан в националния отбор на Испания за Евро 2008 на мястото на Хоакин Санчес. Дебютира няколко дни по-късно в контрола с Перу. На европейското първенство играчът влиза като резерва в трите мача от групата, в 1/4 финалът с Италия и на финалът с Германия. На 19 ноември 2008 вкарва първия си гол за Испания в мач с Чили. Също така играе и на купата на конфедерациите. През април 2009 получава травма в мачът срещу Алмерия и пропуска няколко срещи. Все пак Виляреал успява да се класира за Лига Европа, а Касорла вкарва 8 гола през сезона. На следващия сезон играчът получава херния и пропуска Мондиал 2010. През 2010/11 Санти отново играе на ниво за Виляреал, пропускайки само един мач от първенството. На 26 юли 2011 крилото преминава в Малага КФ за 21 млн. евро. Дебютира на 28 август, вкарвайки дузпа на Севиля. Касорла изиграва всичките 38 мача, отбелязвайки 9 гола. Той завършва сезона като втори голмайстор на своя тим. През лятото на 2012 е повикан в националния отбор за Евро 2012. Санти изиграва 2 мача и за втори път в кариерата си става европейски шампион. Също така за втори път е избран за най-добър испанец в Ла Лига.
На 7 август 2012 Касорла преминава в Арсенал (Лондон), взимайки номер 19. Дебютира на 18 август срещу Съндърланд, като е избран и за играч на мача. На 2 септември вкарва първия си гол в Англия срещу Ливърпул. Седмица по-късно играчът отбелязва за „Ла фурия“ срещу Саудитска Арабия. Касорла е използван като атакуващ полузащитник в схемата на Арсен Венгер. През декември 2012 отбелязва три попадения срещу отбора на Рединг, ставайки третият испанец, вкарвайки хеттрик във Висшата лига.